# Henry Sloan
Henry Sloan (enero de 1870 - 13 de marzo de 1948?) fue un músico estadounidense, una de las primeras figuras en la historia de Delta blues. Se conoce muy poco con seguridad sobre su vida, entre aquellos a los que ha tutelado en blues está Charlie Patton. Se mudó a Chicago, poco después de la Primera Guerra Mundial, no hay grabaciones suyas. 
Según el investigador David Evans, Sloan nació en Misisipi en 1870, y en 1900 estaba viviendo en la misma comunidad de las familias de Patton y Chatmon cerca de Bolton, Misisipi. Se trasladó a la plantación de Indianola Dockery aproximadamente al mismo tiempo que los Pattons, entre 1901 y 1904. Patton recibió clases de Sloan, y tocó con él durante varios años. Dos de los acompañantes posteriores de Patton, Tommy Johnson y Son House, afirmaban que Patton era tenaz en cada paso como lo fue Sloan.
Una posibilidad indemostrable es que Sloan era el misterioso vagabundo observado por el músico W.C. Handy tocando guitarra en la estación de tren Tutwiler en 1903. Handy escribió en su autobiografía ser despertado por "... un negro flaco, flojo. Había empezado a tocar la guitarra a mi lado mientras estaba dormido. Sus ropas eran harapos, los dedos de sus pies se asomaban entre los agujeros de sus zapatos. Su rostro llevaba la tristeza de los años. ¡Como tocaba!, él presionaba un cuchillo sobre las cuerdas de la guitarra. ... El efecto fue inolvidable ... el cantante repetía la línea "Goin' where the Southern cross the Dog" tres veces, acompañándose a sí mismo con una guitarra con la música más extraña que había escuchado."